# Guillermo Luján Peña
Guillermo Alberto Luján Peña (Chihuahua, 9 de abril de 1948) es un empresario y político mexicano, miembro del Partido Acción Nacional.

## Biografía
Nació el 9 de abril de 1948 en Chihuahua donde estudió la Licenciatura en Contaduría Pública en el Instituto Tecnológico y de Estudios Superiores de Monterrey graduándose en 1971. Luján Peña se ha dedicado gran parte de su vida al ramo empresarial y comercial, habiéndose desempeñado como Presidente de la Cámara Nacional de Comercio (CANACO) de Chihuahua de 1976 a 1978, Presidente de la Federación de Cámaras Nacionales de Comercio de Chihuahua de 1979 a 1981.

### Vida política
En 1983, el Partido Acción Nacional, le ofreció ser candidato a presidente municipal de Chihuahua, propuesta que en un primer momento fue rechazada, pero posteriormente fue aceptada y finalmente rechazada. En ese mismo año, tras resultar electo presidente municipal de Chihuahua Luis H. Álvarez, este lo nombra jefe de la oficialía mayor. En 1985, fue candidato a diputado federal por el Distrito VII con cabecera en Chihuahua para las elecciones de ese año, en las que resultó perdedor ante el candidato del Partido Revolucionario Institucional, Jorge Doroteo Zapata, al que posteriormente se le acusó de fraude, al alterar las actas electorales al momento de su cómputo, incluso luego de que se le otorgara a Luján Peña su constancia de mayoría. En 1986, volvió a ser candidato, ahora a diputado local por el Distrito I Local, perdiendo ante el candidato del Partido Revolucionario Institucional, Humberto Martínez Delgado, pero siendo electo diputado plurinominal cargo al que no tomó protesta en rechazo al fraude electoral del que acusaba el Partido Acción Nacional, siendo llamada a tomar su suplente Blanca Gámez Gutiérrez, quien tampoco tomó protesta por la misma razón.
En 1989, fue candidato a Presidente Municipal de Chihuahua, perdiendo contra el candidato del PRI, Rodolfo Torres Medina. En 1994, fue elegido diputado federal por la vía plurinominal para la LVI Legislatura, hacia 1995 repitió como candidato a presidente municipal y en 2001 como diputado plurinominal al Congreso de Chihuahua para LX Legislatura, en donde fungió como coordinador del grupo parlamentario del PAN. También fue dirigente del Comité Directivo Estatal del PAN de 1997 a 2000.